# Aljaksandr Lukašėnka
Aljaksandr Ryhoravič Lukašėnka (in bielorusso Аляксандр Рыгоравіч Лукашэнка?) o Aleksandr Grigor'evič Lukašenko (in russo Александр Григорьевич Лукашенко?; Kopys', 30 agosto 1954) è un politico e generale bielorusso, dal 20 luglio 1994 presidente e de facto dittatore della Bielorussia.

## Biografia e carriera politica

### Carriera fino al 1994
Nato il 30 agosto 1954 a Kopyś, nel distretto di Orša, all'epoca facente parte della Repubblica Socialista Sovietica Bielorussa, Lukašėnka si è laureato in economia all'Istituto di Mahilëŭ nel 1974 e ha servito l'Armata Rossa nelle truppe di frontiera negli anni 1975-1977 e 1980-1982. Lasciato l'esercito, fu eletto nel 1985 direttore di una sovchoz (in russo совхоз; in bielorusso саўгас, saŭhas), una grande "fattoria" dello Stato. Sempre nel 1985 si laureò all'Accademia Bielorussa di Agricoltura.
Nel 1990 fece il primo passo in politica, venendo eletto deputato del Soviet bielorusso. Fondò il partito "Comunisti per la Democrazia" che avrebbe dovuto guidare l'Unione Sovietica a diventare un Paese democratico seguendo i principi comunisti. Lukašenko sostiene che nel dicembre 1991 egli fu l'unico ad aver votato contro l'accordo che scioglieva l'Unione Sovietica e proclamava la nascita della CSI.
Nel 1994, nella prima elezione democratica della Repubblica bielorussa (6 furono i candidati al ruolo di Presidente), egli ottenne, nel primo turno, il 45% dei voti contro il 15% di Vjačaslaŭ Kebič e il 10% di Stanislaŭ Šuškevič. Nel secondo turno del 10 luglio 1994 Lukašėnka ottenne oltre l'80% dei voti e diventò quindi Presidente.

### Primo mandato 1994-2001

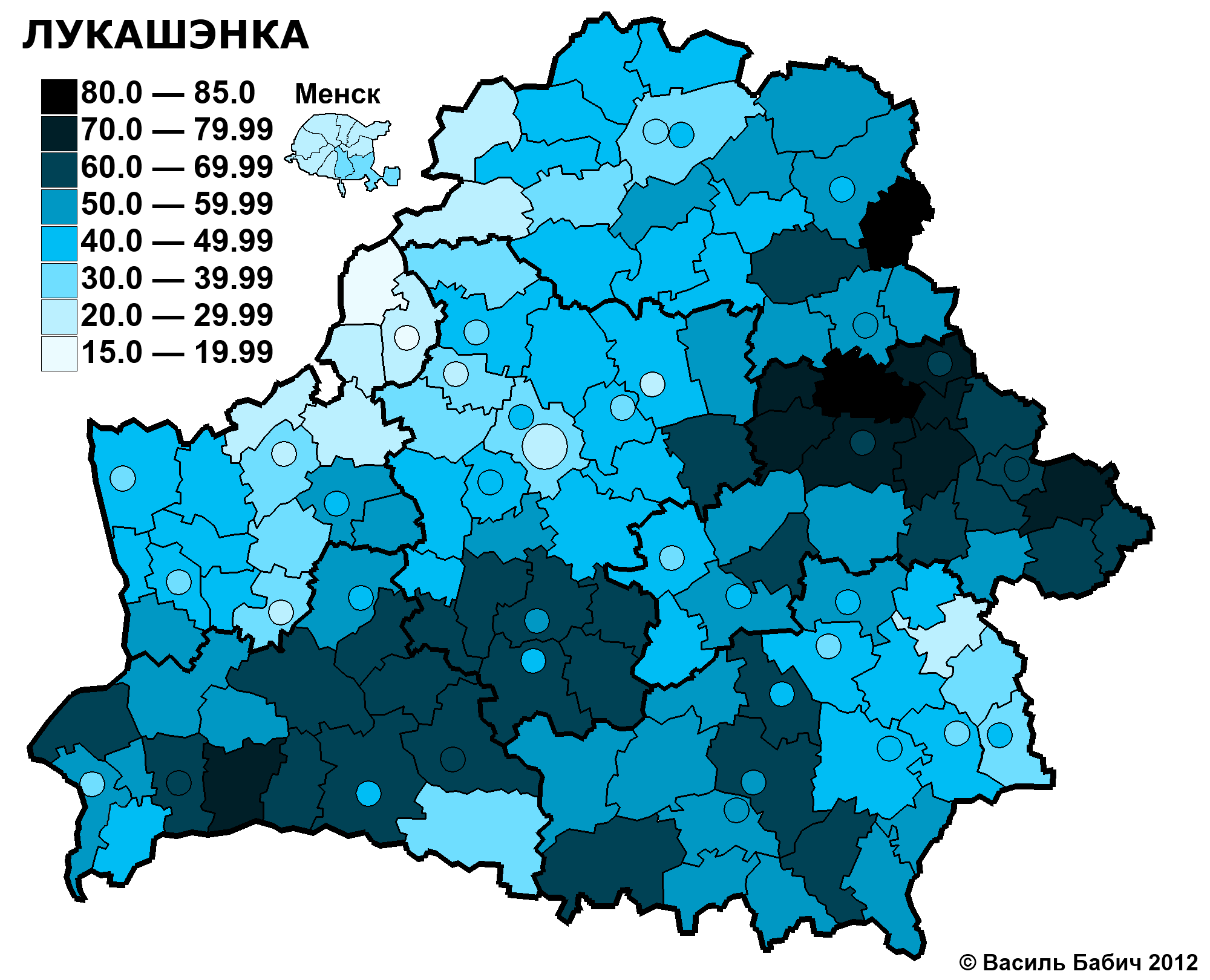
Voti a favore di Lukašėnka durante il primo turno delle elezioni presidenziali del 1994

La vittoria di Lukašėnka arrivò in ogni caso a sorpresa in Bielorussia e all'estero, data la sua giovane età e la sua breve esperienza politica. I suoi obiettivi principali erano innanzitutto di stabilire un governo pulito, rimuovendo dalla propria posizione gli ufficiali corrotti, mantenere i salari e le condizioni economiche in fase di crescita e portare verso una più grande integrazione la Bielorussia e la Russia. Sebbene avesse vinto soprattutto grazie alla sua proclamata opposizione alle riforme di mercato e alla privatizzazione, per gran parte del suo mandato si concentrò nell'individuare i funzionari di Stato corrotti all'interno del governo bielorusso.
Durante la sua campagna elettorale attaccò con parole forti gli oppositori, promettendo che li avrebbe cacciati "sull'Himalaya" in caso di vittoria. Ai tempi della sua elezione a Presidente la Bielorussia attraversava un periodo di crisi economica; Lukašėnka si impegnò dunque a stabilizzare l'economia. Innanzitutto raddoppiò la quota del minimo salariale, poi reintrodusse il controllo dei prezzi da parte dello Stato e cancellò le poche riforme economiche che erano state prese nel governo precedente. Ma in un Paese quasi completamente dipendente dalla Russia, da cui gas ed elettricità venivano e vengono tuttora importati, il governo bielorusso si trovò con molti debiti da pagare, per cui Lukašenko vide come unica necessità l'unione economica tra Russia e Bielorussia. Nel 1995 la Banca Mondiale e il Fondo Monetario Internazionale sospesero i prestiti alla Bielorussia data la mancanza di riforme economiche che la politica di Lukašėnka offriva.
Il 12 settembre 1995, tre mongolfiere che partecipavano alla Coppa aeronautica Gordon Bennett entrarono nello spazio aereo bielorusso. Dato che gli organizzatori non avevano avvisato il governo bielorusso di questa gara, l'aeronautica bielorussa sparò su una di queste mongolfiere uccidendo 2 cittadini statunitensi e obbligò le altre due ad atterrare. L'equipaggio di queste due mongolfiere fu arrestato e multato per essere entrato in territorio bielorusso senza visto, ma poi venne rilasciato. Nell'estate del 1996, 70 membri del Parlamento bielorusso su 110 firmarono una petizione per accusare Lukašenko di aver violato la Costituzione. Egli però invitò alcuni mediatori russi, tra cui l'allora Primo ministro russo Viktor Černomyrdin, e col loro supporto riuscì ad organizzare un referendum (il 24 novembre 1996) con cui riuscì ad estendere il proprio mandato di Presidente da 5 a 7 anni. Il referendum, nel quale Lukašėnka ottenne il 70,5% dei voti, fu fortemente condannato dagli oppositori e l'Unione europea e gli Stati Uniti d'America rifiutarono di accettare la legittimazione del voto. Grazie ai nuovi poteri che il referendum gli portò, riuscì a cacciare 89 deputati dal parlamento poiché definiti sleali.
Un nuovo parlamento composto da 110 fedeli a Lukašėnka venne poi rieletto e questa azione venne condannata da molti governi internazionali e dalle organizzazioni per i diritti umani. All'inizio del 1998, la Banca centrale russa cessò di trattare il rublo bielorusso portando così al crollo il valore della valuta. Lukašėnka prese allora il controllo della Banca centrale bielorussa congelando i conti in banca e riducendo le attività delle banche commerciali. Trenta ufficiali del governo vennero arrestati e altre centinaia furono "puniti" poiché Lukašėnka li accusò di aver portato il Paese a questa crisi economica. Nel 1998 fece espellere gli ambasciatori di Francia, Regno Unito, Stati Uniti d'America, Germania, Italia, Grecia e Giappone dalle loro residenze vicino a Minsk, accusandoli di cospirazioni contro di lui, causando le proteste internazionali. In questo periodo alcuni episodi a livello economico, come l'espulsione della Bielorussia dal Fondo Monetario Internazionale e a livello sportivo, quali la cancellazione delle vittorie della Bielorussia ai XVIII Giochi olimpici invernali di Nagano in Giappone, spinsero Lukašėnka ad accusare i Paesi occidentali di voler portare la Bielorussia all'emarginazione internazionale.

### Secondo mandato 2001-2006

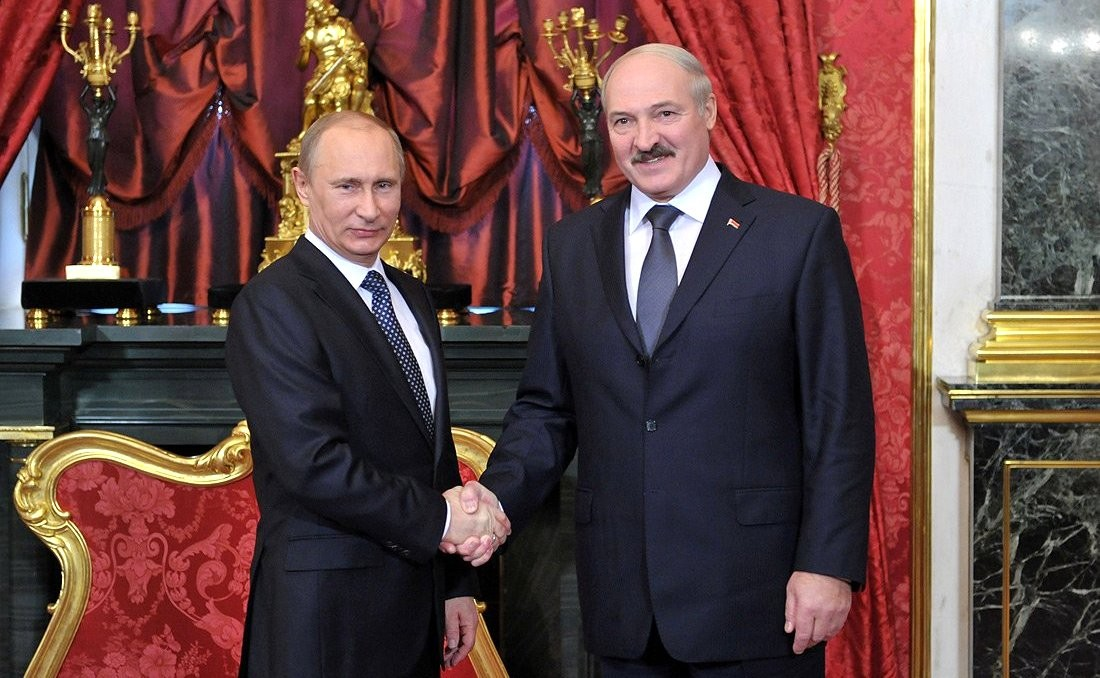
Aljaksandr Lukašenko con Vladimir Putin nel 2012

Il primo mandato, che sarebbe dovuto terminare nel 1999, fu allungato al 2001, grazie al referendum del 1996. Prima delle elezioni del 9 settembre 2001 la sua campagna politica puntò molto ad una unione tra Russia e Bielorussia, ad un'opposizione all'allargamento della NATO e ad un mantenimento del controllo dell'economia. Il suo rivale fu Uladzimir Hančaryk. Lukašėnka ottenne subito la vittoria al primo turno con il 75,65% dei voti, nonostante l'OSCE avesse descritto la sua vittoria non in concordanza con gli standard internazionali per i diritti umani. I Paesi occidentali si opposero ancora una volta alla legittimazione del voto, mentre la Russia diede il proprio benvenuto al nuovo mandato di Lukašenko.
Il 7 settembre 2004, durante un discorso televisivo alla nazione, annunciò un referendum con il quale voleva eliminare i limiti dei mandati presidenziali. Così, nel referendum del 17 ottobre 2004, il 79,42% dei voti approvò la sua decisione. Precedentemente la Costituzione bielorussa limitava a due mandati il ruolo di Presidente della Repubblica, ma in questo modo egli poté ricandidarsi per le elezioni del 2006. I risultati di questo referendum furono contestati dall'OSCE, dall'Unione europea e dal Dipartimento di Stato statunitense, che definirono la campagna elettorale di Lukašėnka anti-democratica.

### Le elezioni presidenziali del 2006
Nell'ottobre del 2005 Lukašėnka confermò la sua intenzione a candidarsi per la terza volta, in vista delle presidenziali del 2006. Il suo principale oppositore fu il liberale Aljaksandr Milinkevič, che con l'appoggio dei Paesi occidentali promosse manifestazioni contro il governo di Lukašėnka. In ogni caso, nelle elezioni del 19 marzo 2006 Lukašėnka vinse ancora in maniera schiacciante con l'82,6% dei voti a suo favore, mentre Milinkevič ottenne appena il 6%. Questo portò gli oppositori a fare ricorso alla Corte costituzionale per presunti brogli durante le elezioni, ma l'appello venne respinto e il 23 marzo Lukašėnka venne proclamato Presidente per la terza volta. Nei giorni successivi centinaia di oppositori sfilarono nelle strade di Minsk, sventolando le bandiere dell'Unione Europea e quella bianco-rossa-bianca che era stata bandiera della Repubblica tra il 1991 e il 1995, capeggiati da Milinkevič e dall'altro oppositore democratico Aljaksandr Kazulin.
Anche in questo caso gli osservatori dell'OSCE proclamarono le elezioni non valide per non essere avvenute in un ambiente democratico e con libertà di voto, mentre la Russia mandò le proprie congratulazioni a Lukašenko tramite il presidente Vladimir Putin, che ritenne le elezioni oneste e pulite. Putin si congratulerà con Lukašenko e dichiarerà in quell'occasione: "Il risultato delle elezioni dimostra la fiducia dei votanti nelle sue politiche volte ad accrescere ulteriormente il benessere del popolo bielorusso".

### Le elezioni presidenziali del 2010
Lukašėnka era uno dei 10 candidati delle elezioni tenutesi il 19 dicembre 2010. All'inizio si sarebbe dovuto votare nel 2011, ma alla fine si è preferito anticiparle per permettere una maggiore affluenza. Durante la campagna elettorale i candidati dell'opposizione avrebbero ricevuto intimidazioni e almeno due di essi sarebbero stati malmenati dalla polizia durante una manifestazione. A tali manifestazioni pare che abbiano preso parte circa 10.000 persone. Diversi candidati e centinaia di manifestanti sono stati arrestati. I risultati ufficiali parlano di una vittoria schiacciante di Lukašėnka con il 79,65% dei voti, corrispondenti a 5.130.557 schede a suo favore.
L'OSCE ha criticato tali risultati e i metodi per ottenerli, mentre gli osservatori del CSI hanno parlato di elezioni libere e trasparenti. Molte critiche sono arrivate anche dalla maggioranza assoluta dei paesi UE e occidentali. Ad ogni modo, la stessa OSCE ha notato dei miglioramenti rispetto alle elezioni precedenti, come ad esempio la possibilità dei candidati di utilizzare spazi privi di censure nei media per diffondere il loro programma elettorale. La cerimonia di inaugurazione del nuovo governo di Lukašėnka, tenutasi il 22 gennaio 2011, è stata boicottata dagli ambasciatori occidentali, ma non da quelli dei paesi ex sovietici.

### Le elezioni presidenziali del 2015
L'11 ottobre 2015, Lukašėnka viene rieletto per il quinto mandato consecutivo con l'83,48% dei voti. Il suo principale avversario, Taccjana Karatkevič, leader dell'opposizione bielorussa, ha ottenuto poco più del 4% dei voti. La parzialità del giudizio è stata criticata tramite manifestazioni a Minsk e accuse da parte dell'opposizione. Alla vigilia delle elezioni, Lukašėnka aveva dichiarato che avrebbe dovuto ottenere almeno l'80% dei voti.

### Le elezioni presidenziali del 2020
Lukašėnka annuncia che avrebbe corso per un sesto mandato. La data delle elezioni è il 9 agosto 2020, i candidati ammessi sono cinque e i candidati respinti per vari motivi legali o procedurali sono dieci; quest'ultima azione scatena le proteste di massa in Bielorussia.

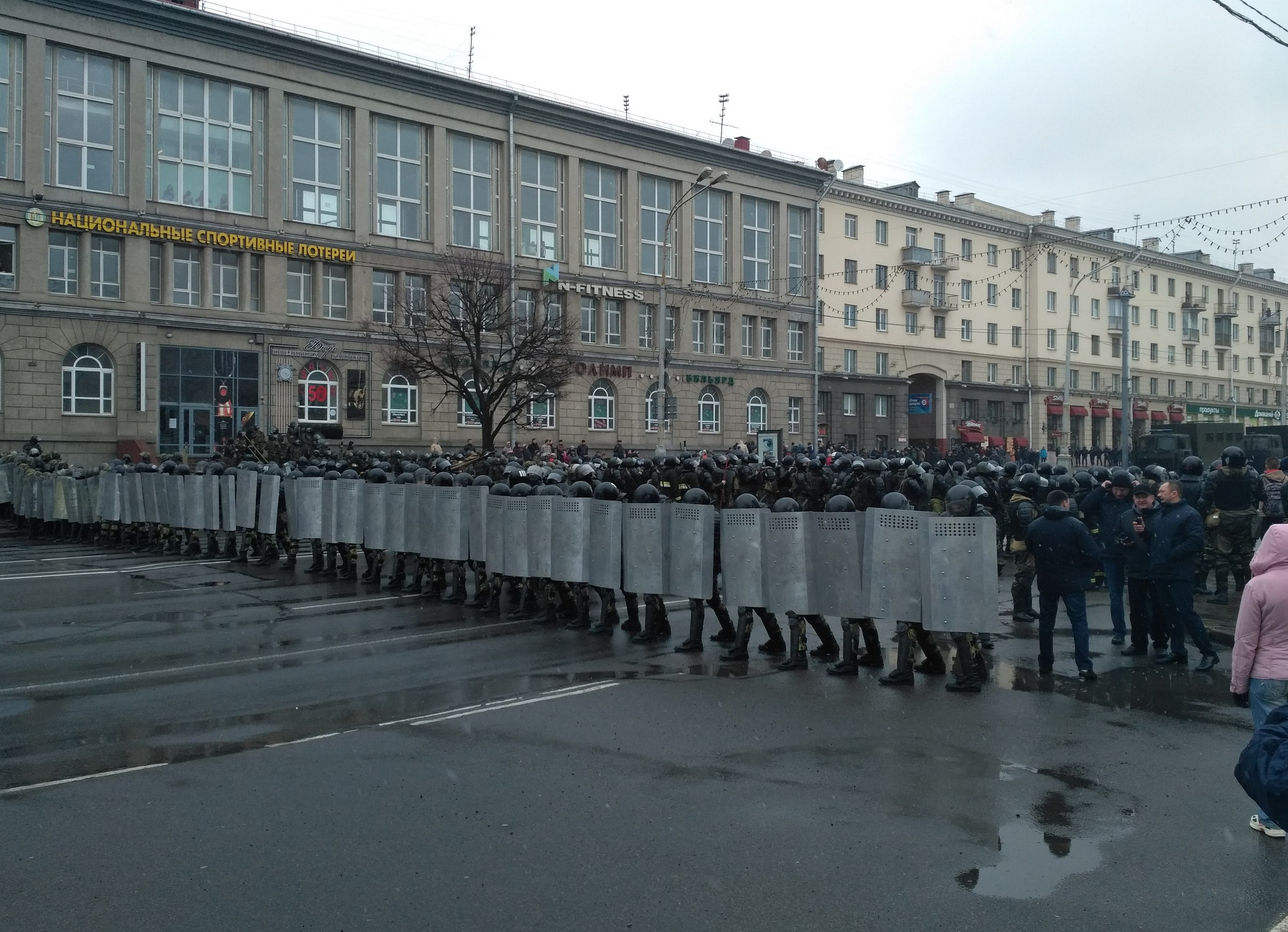
Proteste in Bielorussia del 2020

Anche in quest'occasione, Lukašėnka ottiene circa l'80% dei voti contro il 10% della sfidante dell'opposizione Svjatlana Cichanoŭskaja. Esplodono subito nel Paese le proteste che parlano di "brogli elettorali" e chiedono nuove elezioni; il Segretario di Stato statunitense Mike Pompeo osserva che le elezioni non sono state "libere e corrette"; la Cichanoŭskaja, che ha già il marito in carcere, dichiara di avere avuto tra il 60% e il 70% dei voti, riparando in Lituania per evitare il rischio dell'arresto dopo avere costituito un "consiglio di coordinamento" per trasferire il potere pacificamente.
Il 17 agosto 2020 i membri del Parlamento europeo approvano un documento in cui affermano di non riconoscere Aljaksandr Lukašėnka come Presidente della Bielorussia perché considerata persona non grata nell'Unione europea e due giorni più tardi dichiarano di non riconoscere i risultati delle elezioni. Anche i governi del Regno Unito e del Canada si rifiutano di riconoscere i risultati.
Vladimir Putin si schiera invece con Lukašenko il quale fa schierare l'esercito ai confini con l'occidente e il 23 agosto appare in due video in uno dei quali è a Minsk, davanti al Palazzo dell'Indipendenza, imbracciando un mitra; i giornali indipendenti sono imbavagliati; giornalisti della televisione bielorussa sono dimessi o licenziati per avere partecipato ad uno sciopero contro il governo e sono rimpiazzati da professionisti russi. E continuano le manifestazioni di protesta contro Lukašėnka, definito "ultimo dittatore d'Europa" con decine di arresti.
Ogni fine settimana i dimostranti, soprattutto donne, scendono in piazza a Minsk sventolando bandiere bianco-rosso-bianche. Ogni volta interviene la polizia in assetto antisommossa e in borghese effettuando decine e decine di arresti. Il 19 settembre 2020 è stata arrestata anche Nina Bahinskaja, donna di 73 anni, diventata uno dei simboli della protesta.
Il 23 settembre 2020 Lukašėnka si insedia "in segreto" alla presidenza, dichiarando: "Sull'orlo di una crisi globale io non ho diritto di abbandonare i bielorussi". Subito le proteste in piazza con l'opposizione che afferma: "Disobbedienza ad oltranza". I giovani di Minsk, riuniti nei pressi delle università, lo hanno chiamato con il diminutivo dicendo: "Saša, vieni fuori che ti facciamo le congratulazioni!".

#### Dirottamento del volo Ryanair 4978
Il 23 maggio 2021 Lukashenko ha ordinato personalmente il dirottamento del volo Ryanair 4978, proveniente da Atene e diretto a Vilnius, che trasportava l'attivista dell'opposizione Raman Pratasevič. Il volo poco prima di raggiungere il confine con la Lituania è stato intercettato da un caccia MiG-29 dell'aeronautica bielorussa e costretto ad atterrare all'aeroporto internazionale di Minsk, dopo una presunta segnalazione di esplosivi a bordo dell'aereo. Le autorità bielorusse hanno detto che non sono stati trovati esplosivi e hanno arrestato Protasevič, che l'anno precedente era stato inserito in una lista di "individui coinvolti in attività terroristiche" per il suo ruolo nelle proteste antigovernative. L'iniziativa è stata condannata dall'opposizione: la Cichanoŭskaja ha detto che Protasevič "rischia la pena di morte".

### Le elezioni presidenziali del 2025
Il 26 gennaio 2025, Aleksandr Lukašenko è stato rieletto presidente della Bielorussia con l'87,6% dei voti, secondo gli exit poll. Queste elezioni sono state criticate dall'opposizione in esilio e dall'Unione europea, che le hanno definite una "farsa" a causa dell'assenza di una reale competizione politica. Il mandato presidenziale, della durata di 5 anni, inizia in un contesto di forte repressione del dissenso, proseguita dopo le proteste del 2020.

## Linea politica ed economica
Da quando è entrato in carica i suoi atteggiamenti sono stati definiti dittatoriali e autoritari da numerose parti, tra cui l'ex Segretario di Stato statunitense Condoleezza Rice, mentre le prese di posizione di altri suoi interlocutori, come l'ex Presidente del Consiglio italiano Silvio Berlusconi, appaiono morbide e concilianti, facendo di lui un caso isolato fra i Primi ministri occidentali. I sostenitori di Lukašenko affermano che la sua politica ha salvato la Bielorussia dai peggiori effetti delle riforme economiche post-URSS: la conseguenza di tale politica nel periodo dal 1996 al 2005 è rappresentata dalla crescita media annua del 6,9% del Prodotto interno lordo, con un picco del 10% nel 2008. Tuttavia, nello stesso periodo, la crescita del PIL si è combinata con un tasso di inflazione piuttosto elevato, che ha raggiunto un picco del 13% nel 2009, riducendo notevolmente il potere d'acquisto delle classi sociali più deboli.
Le sue relazioni con i Paesi occidentali, specialmente con gli Stati Uniti d'America, sono state e continuano ad essere molto tese. Lukašėnka viene definito da diversi operatori internazionali "l'ultimo dittatore e tiranno d'Europa", per le sue limitazioni alla libertà di parola e di stampa nel proprio Paese. Alla Bielorussia è stato pertanto vietato di partecipare al Consiglio d'Europa. Gli osservatori dell'OSCE hanno ritenuto che le elezioni in cui è stato eletto presidente non sono state libere e corrette.
Il 27 novembre 2020, a seguito delle proteste di massa contro i presunti brogli durante le elezioni presidenziali, annunciò che con la nuova costituzione non sarebbe stato più Presidente. Nonostante queste affermazioni rimane in carica a seguito della riforma della costituzione approvata da un referendum il 27 febbraio 2022, che inoltre amplia i suoi poteri.
In un'intervista nel 2022 ha risposto in maniera sarcastica contro i suoi critici che il suo modo di governare la Bielorussia costituisce una dittatura: “Grazie a Dio abbiamo una dittatura. Tutti mi avete criticato: dittatura, dittatura. Ma c’è ordine sotto questa dittatura. Se non ci fosse la dittatura, andremmo nudi”.